# Дмитровский, Виктор Иванович
Виктор Иванович Дмитровский (1834—1902) — русский генерал от инфантерии, участник Туркестанских походов и русско-турецкой войны 1877—1878 гг.

## Биография
Виктор Дмитровский родился 15 января 1834 года, воспитанник 2-го кадетского корпуса.

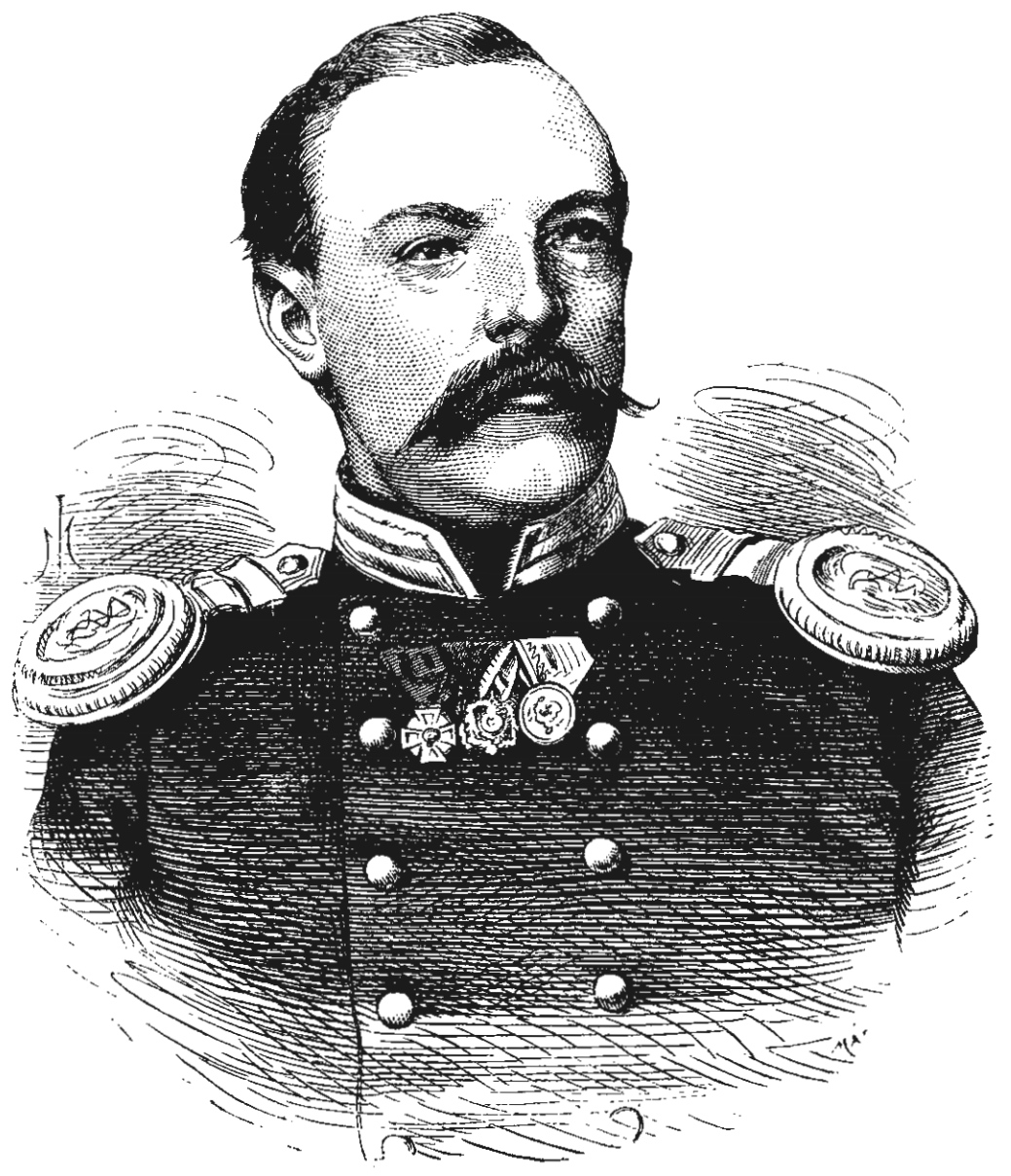
В. И. Дмитровский, 1878

Выпущен 13 августа 1852 года прапорщиком во 2-ю артиллерийскую бригаду; с ней Дмитровский принимал участие в обороне Севастополя и за боевые отличия получил чин подпоручика, ордена Святой Анны 4-й степени (1854 год) и 3-й степени с мечами и бантом (1855 год).
Затем Дмитровский отправился на Кавказ, где в течение двух лет (1856—1857) сражался против горцев и был награждён орденом св. Станислава 2-й степени с мечами.
В 1857 году Виктор Иванович Дмитровский поступил в Николаевскую академию Генерального штаба, которую окончил в 1859 году, и, переведённый в Генеральный штаб, отправился в Туркестан, где находясь в должности начальника штаба отряда Н. Н. Головачёва, принял участие в покорении Бухары и получил чин полковника в 1868 году, а в 1869 году — орден Святого Владимира 4-й степени с мечами и бантом и золотое оружие с надписью «за храбрость» (за бой на Зерабулакских высотах).

В 1871 году В. И. Дмитровский получил в командование 6-й гренадерский Таврический полк, а с началом русско-турецкой войны 1877—1878 гг. был назначен начальником штаба 8-го армейского корпуса, участвовал в переправе через Дунай у Зимницы. 
 Явившись на этом посту ближайшим помощником генерала Ф. Ф. Радецкого, Дмитровский тесно связал с ним своё имя при обороне Шипки и был награждён чином генерал-майора (15 июня 1877 г.), орденами Святого Станислава 1-й степени с мечами (1877 г.), Святой Анны 1-й степени с мечами (1878 г.) и Святого Владимира 2-й степени с мечами (1879 г.), а также Черногорской золотой медалью «За храбрость» (1879 г.); 31 января 1878 г. был удостоен ордена св. Георгия 4-й степени: 
«В воздаяние за отличия, оказанные против Турок, при геройской пяти-месячной обороне Шипкинского перевала и во время боя с турецкою армиею, 27 и 28 Декабря 1877 года».
По окончании войны Дмитровский командовал сперва 2-й стрелковой бригадой (1880—1886), затем 17-й пехотной дивизией (1886—1891) и 20-м армейским корпусом (1891—1892). В 1892 году он был назначен членом Александровского комитета о раненых.
Виктор Иванович Дмитровский умер 12 апреля 1902 года в городе Санкт-Петербурге и был с почестями похоронен на Смоленском православном кладбище.

## Память
По отзыву В. В. Верещагина, это был «нервный, работящий человек, страстно преданный военному делу; хладнокровный в бою, спокойно рассудительный в минуты опасности, Дмитровский в мирное время был ворчлив, горяч и резок, особенно когда замечал плац-парадные стремления и отступления от требований в пользу маневренных заданий. Прямой и не искавший почестей, он ни перед кем не стеснялся говорить правду, подчас резко и несдержанно. Войска его любили, чуя в нем истинного боевого вождя и от сердца заботливого о них начальника».